# Suzanne Vega

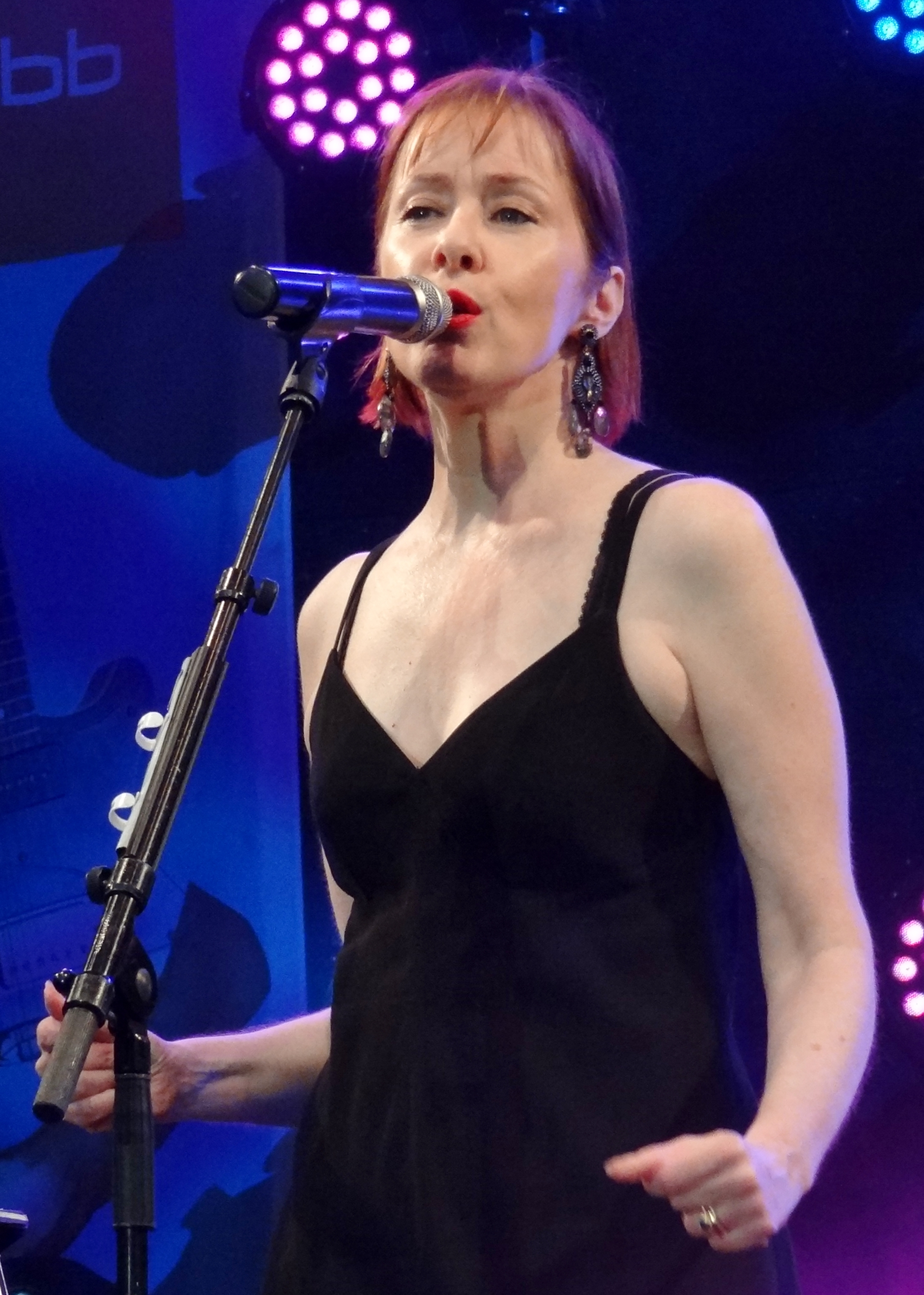
Suzanne Vega (2016)

Suzanne Nadine Vega (* 11. Juli 1959 in Santa Monica, Kalifornien) ist eine US-amerikanische Sängerin und Songwriterin.

## Werdegang
Suzanne Vega wurde in Santa Monica im US-Bundesstaat Kalifornien geboren. Ein Jahr nach ihrer Geburt zog ihre Mutter mit ihr nach New York, wo Vega in East Harlem und an der Upper West Side aufwuchs. Im Alter von neun Jahren fing sie an, Gedichte zu schreiben; ihr erstes Lied schrieb sie mit 14 Jahren. Zunächst besuchte sie die La Guardia High School of Music & Art and Performing Arts, wo sie modernen Tanz studierte. Sie erkannte jedoch, dass Musik ihre Berufung war. Als sie am Barnard College der Columbia University Anglistik studierte, trat sie auf kleinen Bühnen im New Yorker Künstlerviertel Greenwich Village auf. 1984 bekam sie ihren ersten Plattenvertrag.

## Karriere
Vega schreibt Musik größtenteils für ihre Gitarre. In der Produktion werden die Songs für eine mehrköpfige Band arrangiert. Als ihre wichtigsten Einflüsse nennt sie Lou Reed, Bob Dylan, Leonard Cohen, Paul Simon und Laura Nyro. Mit Reed, den sie Mitte der 1980er Jahre kennenlernte, war sie zuletzt eng befreundet.

### Ab 1985
Das 1985 veröffentlichte Debütalbum Suzanne Vega wurde äußerst positiv aufgenommen. Die Lieder stemmen sich dem „Bigger is better“-Motto in der Mitte der 1980er Jahre entgegen. Sie sind jedoch keine typischen Protestsongs, sondern eher introspektiv.
Das 1987 veröffentlichte Nachfolgealbum Solitude Standing enthält zwei Titel, die Vega bekannter machten: Tom’s Diner, ein Lied über Tom’s Restaurant – bekannt auch durch die Adaption durch DNA und die Tatsache, der erste konvertierte Song im MP3-Format zu sein – sowie Luka, geschrieben aus der Sicht eines misshandelten Kindes. Die Lieder sind stärker, mehr als auf dem ersten Album, an Rockmusik orientiert.

### Ab 1990
Das dritte Album Days of Open Hand aus dem Jahr 1990 stellt ein in sich geschlossenes Werk dar. Musik und Text sind getragen von mystischem Symbolismus und tiefen Emotionen. Die Musik ist im Vergleich zu den vorherigen Alben experimenteller.
1992 wurde 99.9°F veröffentlicht. Das Album besteht aus einem Mix aus akustischem Folk und Songs, die sich zwischen Dance-Beats und Industrial Noise bewegen.
Album Nummer fünf, Nine Objects of Desire, erschien 1996. Musikalisch variierte Vega den früheren, einfacheren Stil mit der ausführlicheren Produktion von 99.9F° sowie mit Bossa Nova.

### Ab 2001

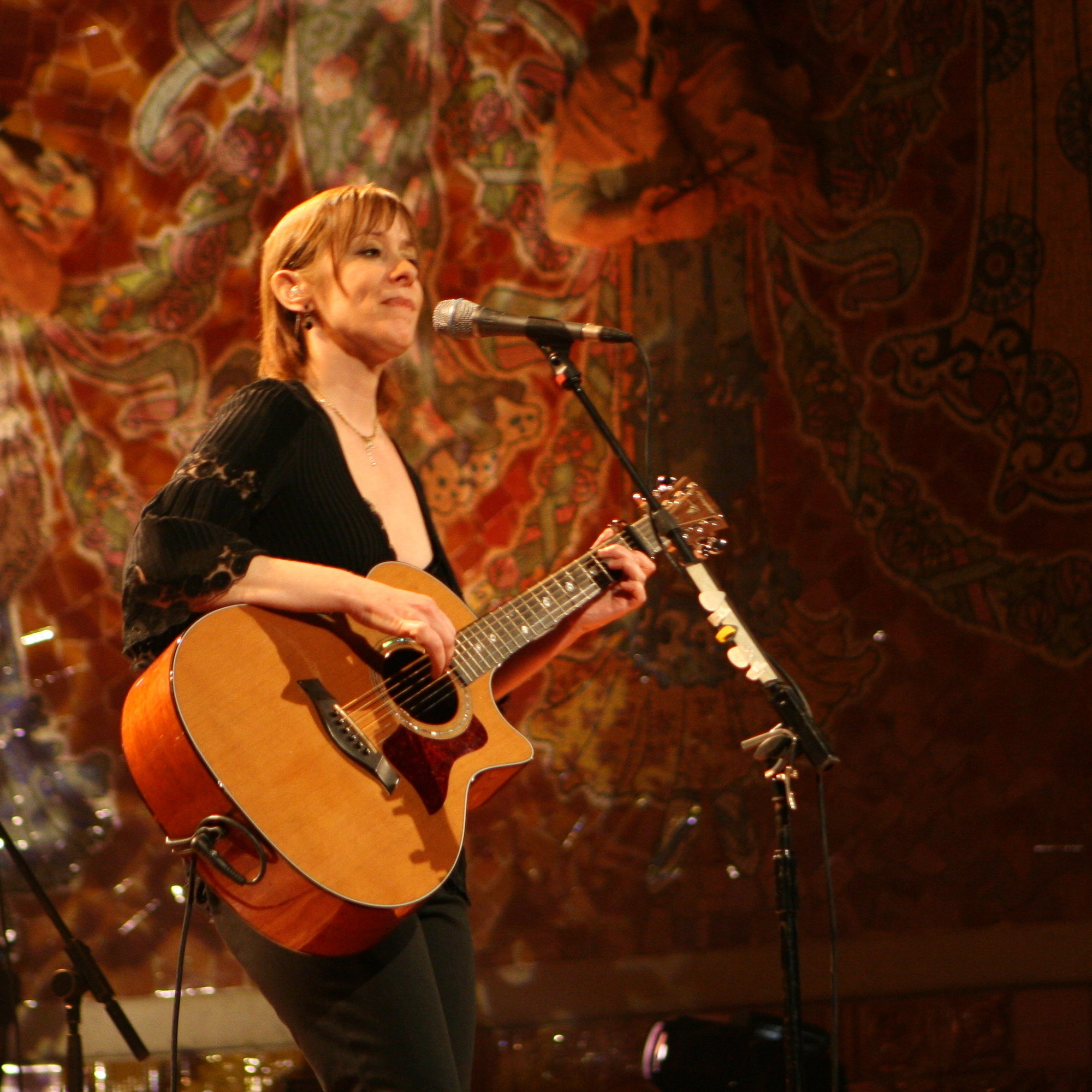
Suzanne Vega 2008 in Barcelona

Im September 2001 erschien ihr Album Songs in Red and Gray. Als Ausdruck ihrer Erfahrungen trat die Beziehung zwischen Mann und Frau, insbesondere deren Fehldeutungen und Scheitern, thematisch in den Vordergrund. Musikalisch konzentrierte sich Vega wieder stärker auf akustische Elemente. Zugleich formulierte sie für sich einen höheren Anspruch, als nur ein unkompliziertes Folk-Album zu produzieren.
2007 erschien Beauty & Crime, das erste beim Plattenlabel Blue Note Records veröffentlichte Album.

### Ab 2010
Am 9. Februar 2010 erschien in den USA ihr Album Close-Up Vol. 1, Love Songs (weltweites Erscheinungsdatum 14. Juni 2010) auf ihrem eigenen Label „Amanuensis Productions“. Es enthält Neuaufnahmen vorhandener Songs zum Thema „Liebe“. Bis 2012 erschienen vier Alben mit Neuaufnahmen, der zweite Teil zum Thema „Menschen, Orte und Dinge“, der dritte Teil zum Thema „Seinszustand“ („State of being“) und der letzte Teil mit „Familienliedern“. Die Idee dahinter sei zum einen, die Lieder verfügbar zu halten (da sie keinen Plattenvertrag hat), und zum anderen, wenigstens eine Version der eigenen Songs zu besitzen, wenn man schon nicht über die Originalaufnahmen verfügt. Die Neuaufnahmen sind häufig akustische Versionen der Songs.
2011 widmete sich Vega vor allem ihrem Theaterstück Carson McCullers talks about love, einer fiktiven Autobiographie mit eigens dafür arrangierten Songs der Schriftstellerin Carson McCullers, die mit Vega in der Hauptrolle im April 2011 in New York uraufgeführt wurde.

### Ab 2014

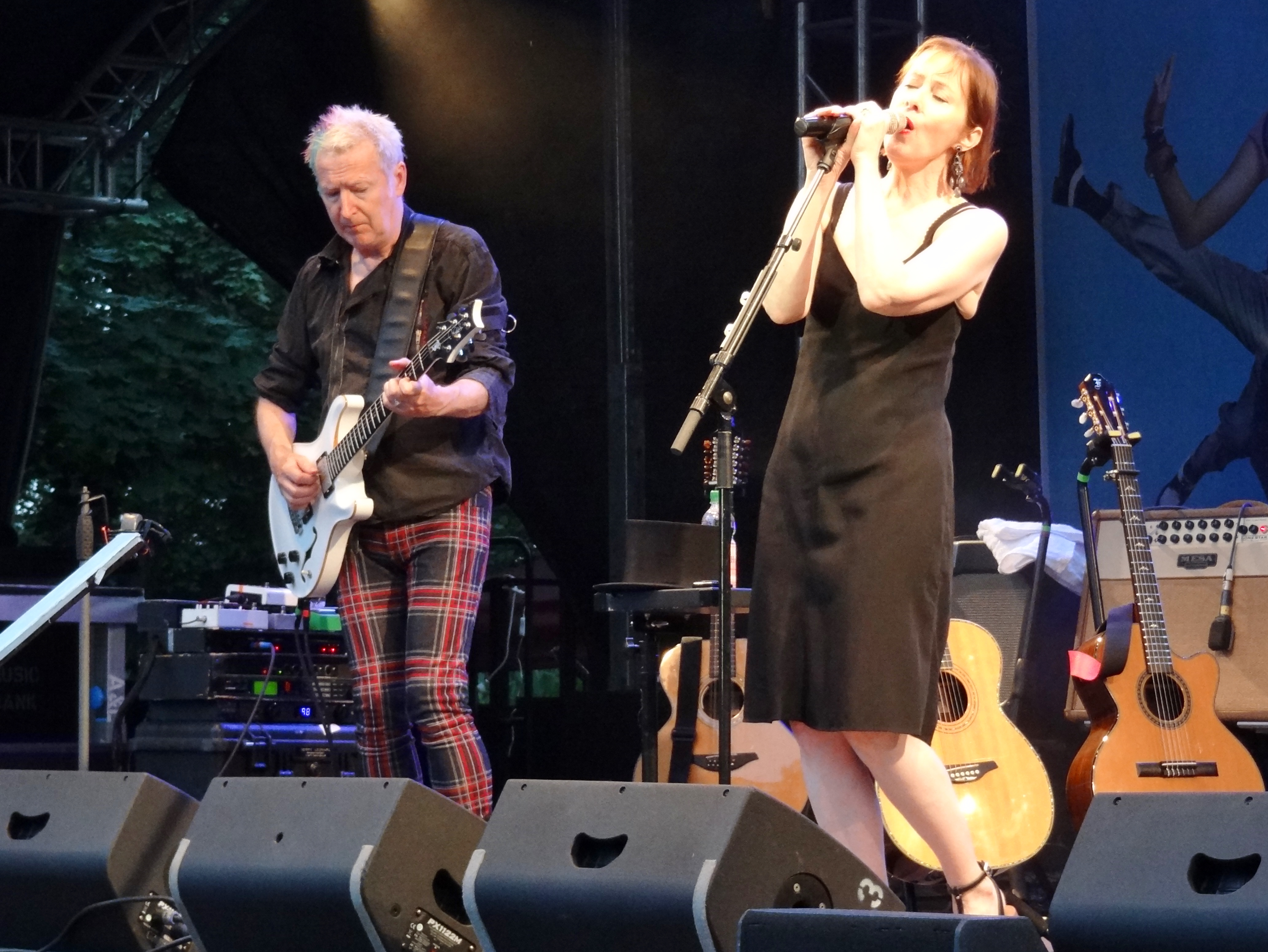
Suzanne Vega mit Gerry Leonard, 2016

Nach sieben Jahren Pause veröffentlichte Suzanne Vega im Februar 2014 ein Studioalbum mit zehn neuen Songs. Das Album trägt den Titel Tales from the Realm of the Queen of Pentacles und wurde von dem Gitarristen Gerry Leonard produziert. Bis Mitte des Jahres befand sich Vega auf Welttournee in Europa, den USA, Asien und Australien. Im Jahre 2016 kam Suzanne Vega für einige Auftritte nach Deutschland.
Anfang Mai 2025 erschien ihr neues Album "Flying with Angels". Dazu wird es eine Tour in Europa und den USA geben.

## Bedeutung
Obwohl Suzanne Vegas kommerzieller Erfolg ab Mitte der 1990er abebbte, prägten einige ihrer Songs wie Tom’s Diner und Luka das musikalische Gesicht des frühen Jahrzehnts. Die Musikpresse nahm ihren Erfolg Ende der Achtziger zum Anlass, sie mit den ebenfalls stark song-orientierten Musikerinnen Tanita Tikaram, Tracy Chapman und Michelle Shocked zu vergleichen.

### „Die Mutter von MP3“
Das MP3-Forscherteam um Karlheinz Brandenburg machte die ersten Praxistests mit der A-cappella-Version des Liedes Tom’s Diner von Suzanne Vega. Bei seiner Suche nach geeignetem Testmaterial las Brandenburg in einer Hi-Fi-Zeitschrift, dass deren Tester das Lied zum Beurteilen von Lautsprechern nutzten, und empfand das Stück als geeignete Herausforderung für eine Audiodatenkompression. Tom’s Diner, ein Song über ein kleines Restaurant in New York, wurde somit das weltweit erste Lied im MP3-Format – und Suzanne Vega zur „Mutter von MP3“ („mother of mp3“).

## Persönliches

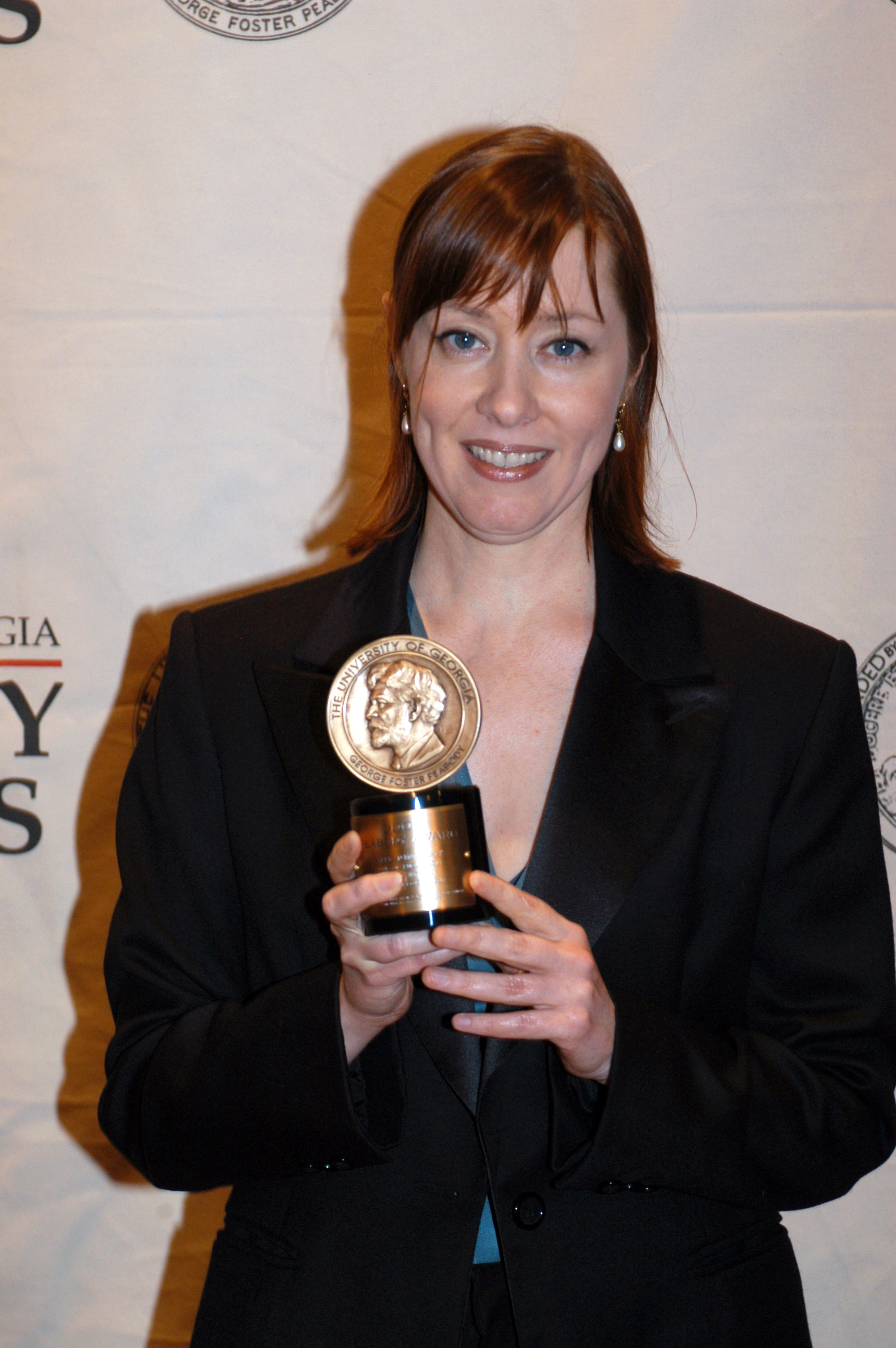
Suzanne Vega mit einem Peabody Award (2004)

Suzanne Vega trennte sich 1998 nach dreijähriger Ehe von ihrem Mann Mitchell Froom, dem Vater ihrer 1994 geborenen Tochter Ruby. Sie wechselte Manager und Plattenfirma und widmete sich ihrem ersten Buch, The Passionate Eye: The Collected Writing of Suzanne Vega. 2006 heiratete sie den Anwalt Paul Mills, mit dem sie in New York lebt.

## Auszeichnungen (Auswahl)
- 1988: MTV Video Music Awards, Best Female Video für Luka
- 1991: Grammy in der Kategorie Best Album Package für Days of Open Hand
- 2008: Grammy in der Kategorie Best Engineered Album, Non Classical für Beauty & Crime
- 2011: NY Music Awards, Best Pop/Rock Compilation für Close Up Volumes 1 & 2

## Diskografie

### Studioalben
| Jahr | Titel                                                       | Höchstplatzierung, Gesamtwochen, AuszeichnungChartplatzierungen (Jahr, Titel, Platzierungen, Wochen, Auszeichnungen, Anmerkungen) | Höchstplatzierung, Gesamtwochen, AuszeichnungChartplatzierungen (Jahr, Titel, Platzierungen, Wochen, Auszeichnungen, Anmerkungen) | Höchstplatzierung, Gesamtwochen, AuszeichnungChartplatzierungen (Jahr, Titel, Platzierungen, Wochen, Auszeichnungen, Anmerkungen) | Höchstplatzierung, Gesamtwochen, AuszeichnungChartplatzierungen (Jahr, Titel, Platzierungen, Wochen, Auszeichnungen, Anmerkungen) | Höchstplatzierung, Gesamtwochen, AuszeichnungChartplatzierungen (Jahr, Titel, Platzierungen, Wochen, Auszeichnungen, Anmerkungen) | Anmerkungen                              |
| Jahr | Titel                                                       | DE | AT | CH | UK | US | Anmerkungen                              |
| ---- | ----------------------------------------------------------- | --- | --- | --- | --- | --- | ---------------------------------------- |
| 1985 | Suzanne Vega                                                | DE54 (8 Wo.)DE | — | — | UK11 Platin · (71 Wo.)UK | US91 (31 Wo.)US | Erstveröffentlichung: 1. Mai 1985        |
| 1987 | Solitude Standing                                           | DE6 Gold · (38 Wo.)DE | AT3 Gold · (28 Wo.)AT | CH8 (18 Wo.)CH | UK2 Platin · (39 Wo.)UK | US11 Platin · (32 Wo.)US | Erstveröffentlichung: 1. April 1987      |
| 1990 | Days of Open Hand                                           | DE16 (14 Wo.)DE | AT9 (10 Wo.)AT | CH19 (5 Wo.)CH | UK7 Silber · (7 Wo.)UK | US50 (13 Wo.)US | Erstveröffentlichung: 10. April 1990     |
| 1992 | 99.9F°                                                      | DE27 (11 Wo.)DE | — | CH24 (6 Wo.)CH | UK20 Silber · (4 Wo.)UK | US86 Gold · (21 Wo.)US | Erstveröffentlichung: 8. September 1992  |
| 1996 | Nine Objects of Desire                                      | DE43 (6 Wo.)DE | AT25 (7 Wo.)AT | CH23 (7 Wo.)CH | UK43 (4 Wo.)UK | US92 (5 Wo.)US | Erstveröffentlichung: 10. September 1996 |
| 2001 | Songs in Red and Gray                                       | DE53 (2 Wo.)DE | — | CH47 (5 Wo.)CH | UK100 (1 Wo.)UK | US178 (1 Wo.)US | Erstveröffentlichung: 25. September 2001 |
| 2007 | Beauty & Crime                                              | DE81 (2 Wo.)DE | — | CH79 (3 Wo.)CH | — | US129 (1 Wo.)US | Erstveröffentlichung: 11. Juni 2007      |
| 2014 | Tales from the Realm of the Queen of Pentacles              | DE38 (3 Wo.)DE | AT66 (1 Wo.)AT | — | UK37 (1 Wo.)UK | US173 (1 Wo.)US | Erstveröffentlichung: 31. Januar 2014    |
| 2016 | Lover, Beloved: Songs from an Evening with Carson McCullers | — | — | — | — | — | Erstveröffentlichung: 14. Oktober 2016   |
| 2025 | Flying with Angels                                          | DE18 (1 Wo.)DE | AT68 (1 Wo.)AT | CH24 (1 Wo.)CH | UK78 (1 Wo.)UK | — | Erstveröffentlichung: 2. Mai 2025        |

### Livealben
| Jahr | Titel                                    | Höchstplatzierung, Gesamtwochen, AuszeichnungChartplatzierungen (Jahr, Titel, Platzierungen, Wochen, Auszeichnungen, Anmerkungen) | Höchstplatzierung, Gesamtwochen, AuszeichnungChartplatzierungen (Jahr, Titel, Platzierungen, Wochen, Auszeichnungen, Anmerkungen) | Höchstplatzierung, Gesamtwochen, AuszeichnungChartplatzierungen (Jahr, Titel, Platzierungen, Wochen, Auszeichnungen, Anmerkungen) | Höchstplatzierung, Gesamtwochen, AuszeichnungChartplatzierungen (Jahr, Titel, Platzierungen, Wochen, Auszeichnungen, Anmerkungen) | Anmerkungen                              |
| Jahr | Titel                                    | DE | AT | CH | UK | Anmerkungen                              |
| ---- | ---------------------------------------- | --- | --- | --- | --- | ---------------------------------------- |
| 2020 | An Evening of New York Songs and Stories | DE21 (1 Wo.)DE | AT60 (1 Wo.)AT | CH42 (2 Wo.)CH | UK78 (1 Wo.)UK | Erstveröffentlichung: 11. September 2020 |

Weitere Livealben
- 2012: Live at The Barbican

### Kompilationen
| Jahr | Titel                      | Höchstplatzierung, Gesamtwochen, AuszeichnungChartplatzierungen (Jahr, Titel, Platzierungen, Wochen, Auszeichnungen, Anmerkungen) | Höchstplatzierung, Gesamtwochen, AuszeichnungChartplatzierungen (Jahr, Titel, Platzierungen, Wochen, Auszeichnungen, Anmerkungen) | Höchstplatzierung, Gesamtwochen, AuszeichnungChartplatzierungen (Jahr, Titel, Platzierungen, Wochen, Auszeichnungen, Anmerkungen) | Anmerkungen                        |
| Jahr | Titel                      | DE | CH | UK | Anmerkungen                        |
| ---- | -------------------------- | --- | --- | --- | ---------------------------------- |
| 1998 | Tried & True: The Best of  | DE58 (4 Wo.)DE | CH29 (3 Wo.)CH | UK46 Silber · (4 Wo.)UK | Erstveröffentlichung: Oktober 1998 |
| 2003 | Retrospective: The Best of | — | — | UK27 Gold · (6 Wo.)UK | Erstveröffentlichung: Juli 2003    |

### Akustikalben
- 2010: Close-Up Vol. 1, Love Songs
- 2010: Close-Up Vol. 2, People & Places
- 2011: Close-Up Vol. 3, States of Being
- 2012: Close-Up Vol. 4, Songs of Family

### Singles (Auswahl)
| Jahr | Titel Album                                | Höchstplatzierung, Gesamtwochen, AuszeichnungChartplatzierungen (Jahr, Titel, Album, Platzierungen, Wochen, Auszeichnungen, Anmerkungen) | Höchstplatzierung, Gesamtwochen, AuszeichnungChartplatzierungen (Jahr, Titel, Album, Platzierungen, Wochen, Auszeichnungen, Anmerkungen) | Höchstplatzierung, Gesamtwochen, AuszeichnungChartplatzierungen (Jahr, Titel, Album, Platzierungen, Wochen, Auszeichnungen, Anmerkungen) | Höchstplatzierung, Gesamtwochen, AuszeichnungChartplatzierungen (Jahr, Titel, Album, Platzierungen, Wochen, Auszeichnungen, Anmerkungen) | Höchstplatzierung, Gesamtwochen, AuszeichnungChartplatzierungen (Jahr, Titel, Album, Platzierungen, Wochen, Auszeichnungen, Anmerkungen) | Anmerkungen                                    |
| Jahr | Titel Album                                | DE | AT | CH | UK | US | Anmerkungen                                    |
| ---- | ------------------------------------------ | --- | --- | --- | --- | --- | ---------------------------------------------- |
| 1985 | Marlene On The Wall Suzanne Vega           | — | — | — | UK21 (13 Wo.)UK | — | Erstveröffentlichung: Oktober 1985             |
| 1985 | Small Blue Thing Suzanne Vega              | — | — | — | UK65 (3 Wo.)UK | — | Erstveröffentlichung: Dezember 1985            |
| 1986 | Left Of Center Pretty in Pink (O.S.T.)     | — | — | — | UK32 (12 Wo.)UK | — | Erstveröffentlichung: Mai 1986 mit Joe Jackson |
| 1986 | Gypsy Solitude Standing                    | — | — | — | UK77 (3 Wo.)UK | — | Erstveröffentlichung: Oktober 1986             |
| 1987 | Tom’s Diner Solitude Standing / Taste This | DE1 Gold · (26 Wo.)DE | AT1 (14 Wo.)AT | CH1 (22 Wo.)CH | UK2 Silber · (13 Wo.)UK | US5 Gold · (21 Wo.)US | Erstveröffentlichung: April 1987 mit DNA       |
| 1987 | Luka Solitude Standing                     | — | AT9 (10 Wo.)AT | — | UK23 (8 Wo.)UK | US3 (19 Wo.)US | Erstveröffentlichung: Mai 1987                 |
| 1987 | Solitude Standing                          | — | — | — | UK79 (2 Wo.)UK | US94 (3 Wo.)US | Erstveröffentlichung: August 1987              |
| 1990 | Book Of Dreams Days of Open Hand           | — | — | — | UK66 (3 Wo.)UK | — | Erstveröffentlichung: April 1990               |
| 1992 | In Liverpool 99.9F°                        | — | — | — | UK52 (2 Wo.)UK | — | Erstveröffentlichung: August 1992              |
| 1992 | 99.9F°                                     | — | — | — | UK46 (2 Wo.)UK | — | Erstveröffentlichung: Oktober 1992             |
| 1992 | Blood Makes Noise 99.9F°                   | — | — | — | UK60 (3 Wo.)UK | — | Erstveröffentlichung: Dezember 1992            |
| 1993 | When Heroes Go Down 99.9F°                 | — | — | — | UK58 (1 Wo.)UK | — | Erstveröffentlichung: Februar 1993             |
| 1997 | No Cheap Thrill Nine Objects of Desire     | — | — | — | UK40 (2 Wo.)UK | — | Erstveröffentlichung: Februar 1997             |

## Auszeichnungen für Musikverkäufe
| Silberne Schallplatte - Europa (Impala) - 2014: für das Album Tales from the Realm of the Queen of Pentacles Goldene Schallplatte - Deutschland - 2018: für die Autorenbeteiligung Centuries (Fall Out Boy) - Hongkong - 1988: für das Album Solitude Standing - Italien - 2016: für die Autorenbeteiligung Centuries (Fall Out Boy) - Norwegen - 1987: für das Album Solitude Standing - Schweden - 1987: für das Album Solitude Standing - Spanien - 1988: für das Album Solitude Standing | 2× Goldene Schallplatte - Frankreich - 1990: für das Album Solitude Standing Platin-Schallplatte - Kanada - 1987: für das Album Solitude Standing - Neuseeland - 1987: für das Album Suzanne Vega - 1987: für das Album Solitude Standing - Schweden - 2015: für die Autorenbeteiligung Centuries (Fall Out Boy) - Vereinigtes Königreich - 2018: für die Autorenbeteiligung Centuries (Fall Out Boy) 4× Platin-Schallplatte - Vereinigte Staaten - 2015: für die Autorenbeteiligung Centuries (Fall Out Boy) |

Anmerkung: Auszeichnungen in Ländern aus den Charttabellen bzw. Chartboxen sind in ebendiesen zu finden.
| Land/RegionAuszeichnungen für Musikverkäufe (Land/Region, Auszeichnungen, Verkäufe, Quellen) | Silber     | Gold       | Platin       | Verkäufe  | Quellen                                                                     |
| -------------------------------------------------------------------------------------------- | ---------- | ---------- | ------------ | --------- | --------------------------------------------------------------------------- |
| Deutschland (BVMI)                                                                           | —          | 3× Gold3   | —            | 700.000   | musikindustrie.de                                                           |
| Europa (Impala)                                                                              | Silber1    | —          | —            | (20.000)  | Einzelnachweise                                                             |
| Frankreich (SNEP)                                                                            | —          | 2× Gold2   | —            | 200.000   | infodisc.fr                                                                 |
| Hongkong (IFPI/HKRIA)                                                                        | —          | Gold1      | —            | 10.000    | ifpihk.org                                                                  |
| Italien (FIMI)                                                                               | —          | Gold1      | —            | 25.000    | fimi.it                                                                     |
| Kanada (MC)                                                                                  | —          | —          | Platin1      | 100.000   | musiccanada.com                                                             |
| Neuseeland (RMNZ)                                                                            | —          | —          | 2× Platin2   | 40.000    | aotearoamusiccharts.co.nz                                                   |
| Norwegen (IFPI)                                                                              | —          | Gold1      | —            | 50.000    | worldradiohistory.com                                                       |
| Österreich (IFPI)                                                                            | —          | Gold1      | —            | 25.000    | Einzelnachweise                                                             |
| Schweden (IFPI)                                                                              | —          | Gold1      | Platin1      | 90.000    | sverigetopplistan.se ifpi.se (Memento vom 21. Mai 2012 im Internet Archive) |
| Spanien (Promusicae)                                                                         | —          | Gold1      | —            | 50.000    | Sólo éxitos: año a año, 1959–2002                                           |
| Vereinigte Staaten (RIAA)                                                                    | —          | 2× Gold2   | 5× Platin5   | 6.000.000 | riaa.com                                                                    |
| Vereinigtes Königreich (BPI)                                                                 | 4× Silber4 | Gold1      | 3× Platin3   | 1.680.000 | bpi.co.uk                                                                   |
| Insgesamt                                                                                    | 5× Silber5 | 15× Gold15 | 12× Platin12 |           |                                                                             |

## Bibliographie
- The Passionate Eye: The Collected Writing of Suzanne Vega. Second edition, Harper, New York, NY 2001 (Erstausgabe 1999), ISBN 978-0-380-78882-8.